# Olkisaari (ö i Kivijärvi)
Olkisaari är en ö i Finland. Den ligger i sjön Kivijärvi och i kommunen Kivijärvi i den ekonomiska regionen  Saarijärvi-Viitasaari och landskapet Mellersta Finland, i den centrala delen av landet, 300 km norr om huvudstaden Helsingfors. Öns area är 0,4 hektar och dess största längd är 150 meter i öst-västlig riktning.